# Lê Thì Hiến
Lê Thì Hiến (chữ Hán: 黎時憲, 1609-1674) là tướng nhà Lê trung hưng trong lịch sử Việt Nam.

## Sự nghiệp

### Mặt trận phía nam
Lê Thì Hiến người làng Phú Hào huyện Lôi Dương (nay là xã Thọ Phú huyện Triệu Sơn tỉnh Thanh Hóa), tỉnh Thanh Hóa.
Thời Lê Thần Tông, Lê Thì Hiến làm tướng võ nhà Lê trung hưng. Ông được cử ra làm thuộc tướng trấn giữ Kỳ Hoa. Lúc đó tướng Đàng Trong là Nguyễn Hữu Tiến và Nguyễn Hữu Dật mang quân ra đánh úp dinh, Lê Thì Hiến thua trận phải rút lui. Vì việc này ông bị mất chức.
Năm 1655, quân Đàng Trong lại ra đánh. Quân Nguyễn do Nguyễn Hữu Dật và Nguyễn Hữu Tiến chỉ huy đang đánh ra bắc, đã chiếm được 7 huyện ở Nghệ An.
Em chúa Trịnh Tạc là Trịnh Toàn cầm quân ra chống. Bồi tụng Phạm Công Trứ bèn tiến cử Lê Thì Hiến, ca ngợi tài năng của ông và khuyên triều đình bỏ qua lỗi cho ông. Lê Thì Hiến lại được trọng dụng. Ông ra trận cùng Trịnh Toàn giao tranh với quân Nguyễn ở Thạch Hà, cứu viện cho Đào Quang Nhiêu, giành thắng lợi. Nhờ công lao trận này, ông được thăng Đô đốc đồng tri, tước Hào quận công.
Ít lâu sau Trịnh Toàn bị Trịnh Tạc cách chức bắt về kinh, con Trịnh Tạc là Trịnh Căn ra thay. Lê Thì Hiến được thăng lên Hữu đô đốc giúp Trịnh Căn. Lúc đó quân Nguyễn đắp lũy ở ven biển, phòng thủ ở bờ nam sông Lam. Ông cùng Hoàng Nghĩa Giao đánh phá lũy, đốc suất các tướng đánh Thanh Chương, Nam Hoa (thuộc Nghệ An) đều thắng trận, các tướng Đàng Trong bỏ chạy.
Năm 1658, Nguyễn Hữu Dật vượt sông đánh vào Mỹ Dụ. Tướng giữ đồn là Trịnh Kiêm (em Trịnh Căn) thua chạy. Hoàng Nghĩa Giao và Lê Thì Hiến tiến lên chặn đánh được quân Nguyễn, quân Nam phải lui về.
Mùa đông năm 1658, Lê Thì Hiến lại cùng Đào Quang Nhiêu chia nhau ra quân, đánh tan quân Nguyễn ở làng Tuần Lễ (Hà Tĩnh).
Năm 1659, Lê Thì Hiến được thăng làm Thiếu bảo. Năm 1660, Trịnh Căn phát đại quân tiến công quân Nguyễn. Lê Thì Hiến vượt cửa biển Hội Thống, theo đường Tả Ao thuộc huyện Nghi Xuân (Hà Tĩnh) mà đánh, đụng độ quân Nguyễn. Hai bên giao trinh dữ dội, Lê Thì Hiến phá được lũy Hùng Lộc, đốt dinh trại bắt được rất nhiều voi, ngựa và khí giới.
Tháng 11 năm đó, quân Trịnh lại chia đường tiến đánh. Lê Thì Hiến lại từ bờ biển qua đường Cương Gián, huyện Nghi Xuân cùng Hoàng Nghĩa Giao tạo thế ỷ dốc, đánh phá quân Nam ở làng Yên Điềm. Sau đó hai tướng họp binh cùng đuổi đánh dữ dội, thắng lớn ở xã Phù Lưu Thượng, giết và bắt được nhiều quân Nguyễn. Nguyễn Hữu Dật phải bỏ lũy Độc Giang chạy về Hoành Sơn. Đó là trận thắng lớn nhất của quân Trịnh trong cuộc giao tranh với quân Nguyễn. Quân Trịnh lấy lại được 7 huyện bị chiếm năm 1655.
Nhờ chiến công đó, Lê Thì Hiến được phong làm Phó tướng, Thiếu úy, được mở dinh ở Tả Trung. Năm 1664, ông lại được thăng làm Tả đô đốc Tây quân.
Năm 1672, Trịnh Tạc lại rước Lê Gia Tông đi đánh Đàng Trong, sai ông làm thống suất Nghệ An. Cuối năm, quân Trịnh tiến đến lũy Thầy. Lê Thì Hiến thúc các tướng ra sức tiến công, nhưng cuối cùng quân Nguyễn phòng thủ kiên cường không thể công phá. Quân Trịnh phải rút về bắc, Lê Thì Hiến được sai ở lại trấn giữ Nghệ An.
Ông chia quân đóng đồn phòng giữ nghiêm ngặt, giữ ranh giới tại sông Gianh.

### Mặt trận phía bắc
Năm 1667, chúa Trịnh Tạc cất quân đánh họ Mạc ở Cao Bằng, sai Lê Thì Hiến làm thống lĩnh, theo đường Thái Nguyên tiến lên. Ông cùng Đinh Văn Tả chia quân 4 mặt cùng đánh, phá tan quân Mạc, bắt được nhiều quân địch.
Thắng trận trở về, ông được giao đi trấn thủ Sơn Tây. Năm 1670, ông làm thống suất Tây đạo, cùng Nguyễn Đức Triêm đi đánh tù trưởng Tuyên Quang là Ma Phúc Lan, chém chết Lan và ổn định tình hình địa phương.
Năm 1674, ông được thăng làm thái phó.
Tháng 9 năm 1675, Lê Thì Hiến qua đời, thọ 66 tuổi, được truy tặng làm Thái tể, tên thụy là Nghiêm Trí, phong làm phúc thần.

## Các con
Con Lê Thì Hiến có nhiều người thành đạt.
Lê Thì Kinh được phong làm Tham đốc, tước Trịnh Tường hầu.
Lê Thì Hải (1640-1717) được phong làm Thạc quận công, trấn thủ Cao Bằng, Thái Nguyên, Sơn Tây, Kinh Bắc.
Lê Thì Liêu (1647-1723) trấn thủ Sơn Tây, Nghệ An, được thăng làm Đô đốc, tước Trung quận công.

## Nhận định
Sử gia Phan Huy Chú nhận định về ông như sau:
Ông là trung nghĩa, khẳng khái, có trí thức, dũng cảm, có tài ứng biến, trị quân hiệu lệnh nghiêm túc. Mỗi khi xuất chinh thường lập công tài kỳ, danh vọng đứng rất cao trong các tướng.